# Great South Run
La Great South Run è una corsa su strada sulla distanza delle 10 miglia che si tiene annualmente nella città di Portsmouth, sulla costa meridionale dell'Inghilterra, Regno Unito. La competizione fa parte delle Great Run series.
L'edizione 2007 della Great South Run si è svolta domenica 28 ottobre. La corsa uomini è stata vinta dal campione mondiale di maratona Luke Kibet, mentre quella femminile da Rose Cheruiyot.